# Chvalšovické pastviny
Chvalšovické pastviny je přírodní památka poblíž obce Dřešín v okrese Strakonice. Chráněné území se rozkládá asi kilometr západně od vesnice Chvalšovice, na východoseverovýchodně ukloněném svahu pod samotou Štefl.
Důvodem ochrany jsou zarůstající pastviny s mozaikou lučních společenstev a společenstev pramenišť s obsáhlým souborem cenných a ohrožených lučních a rašelinných druhů rostlin, jako je např. tučnice obecná (Pinguicula vulgaris), kosatec sibiřský (Iris sibirica), prstnatec májový (Dactylorhiza majalis), vrba rozmarýnolistá (Salix rosmarinifolia), ostřice Hartmanova (Carex hartmanii), srpice barvířská (Serratula tinctoria) a další.

## Galerie

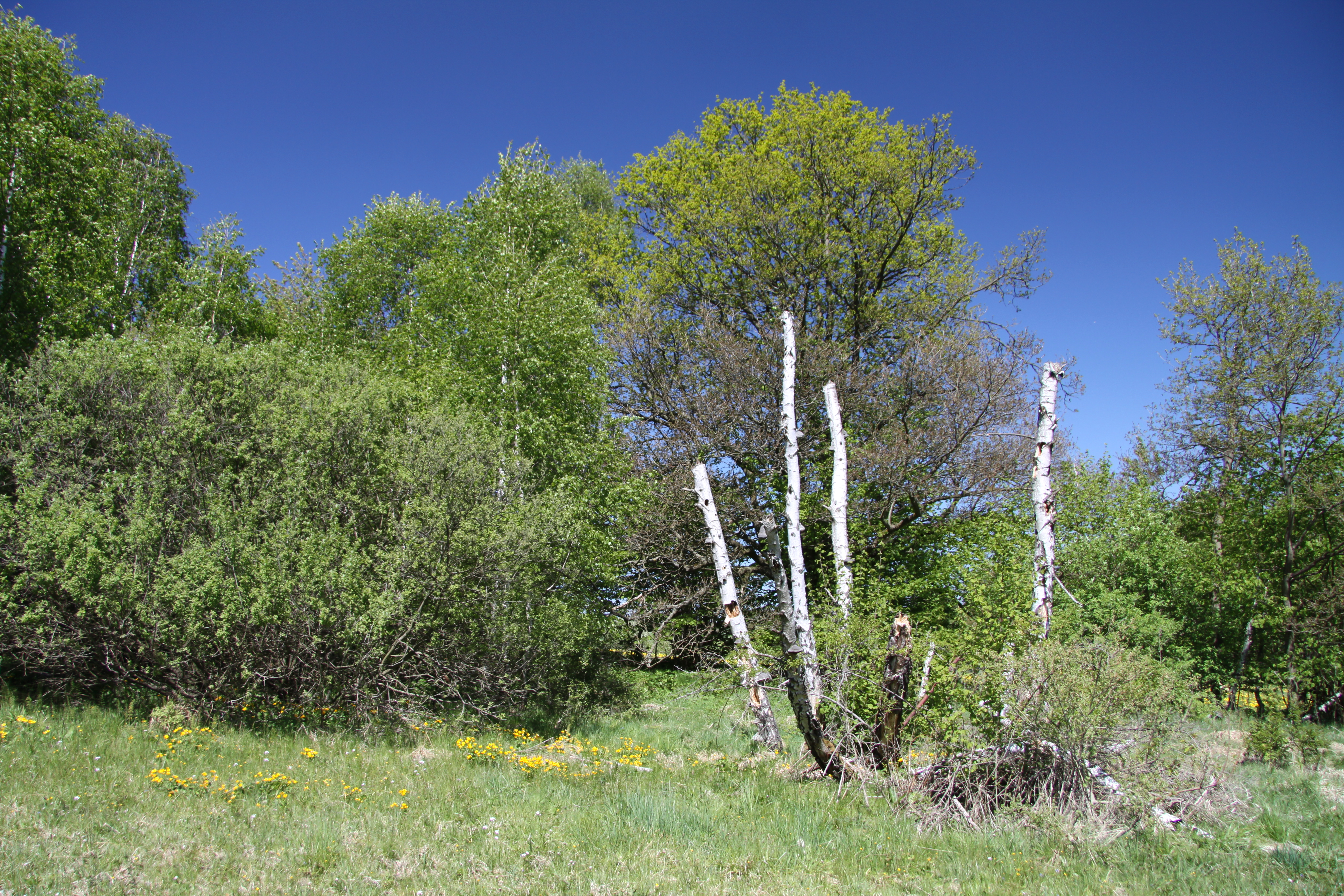
Uschlé břízy
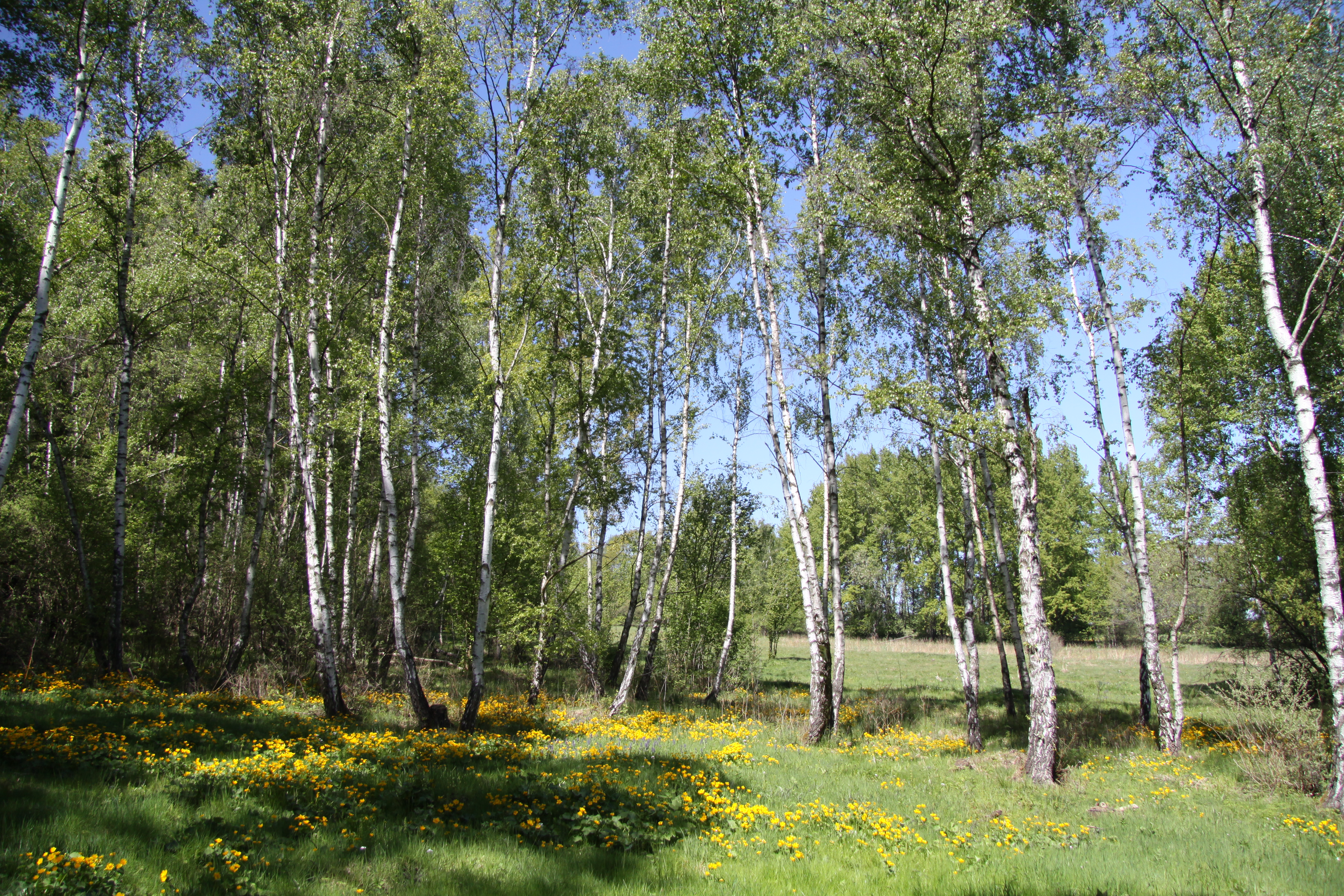
Kvetoucí blatouchy pod břízami
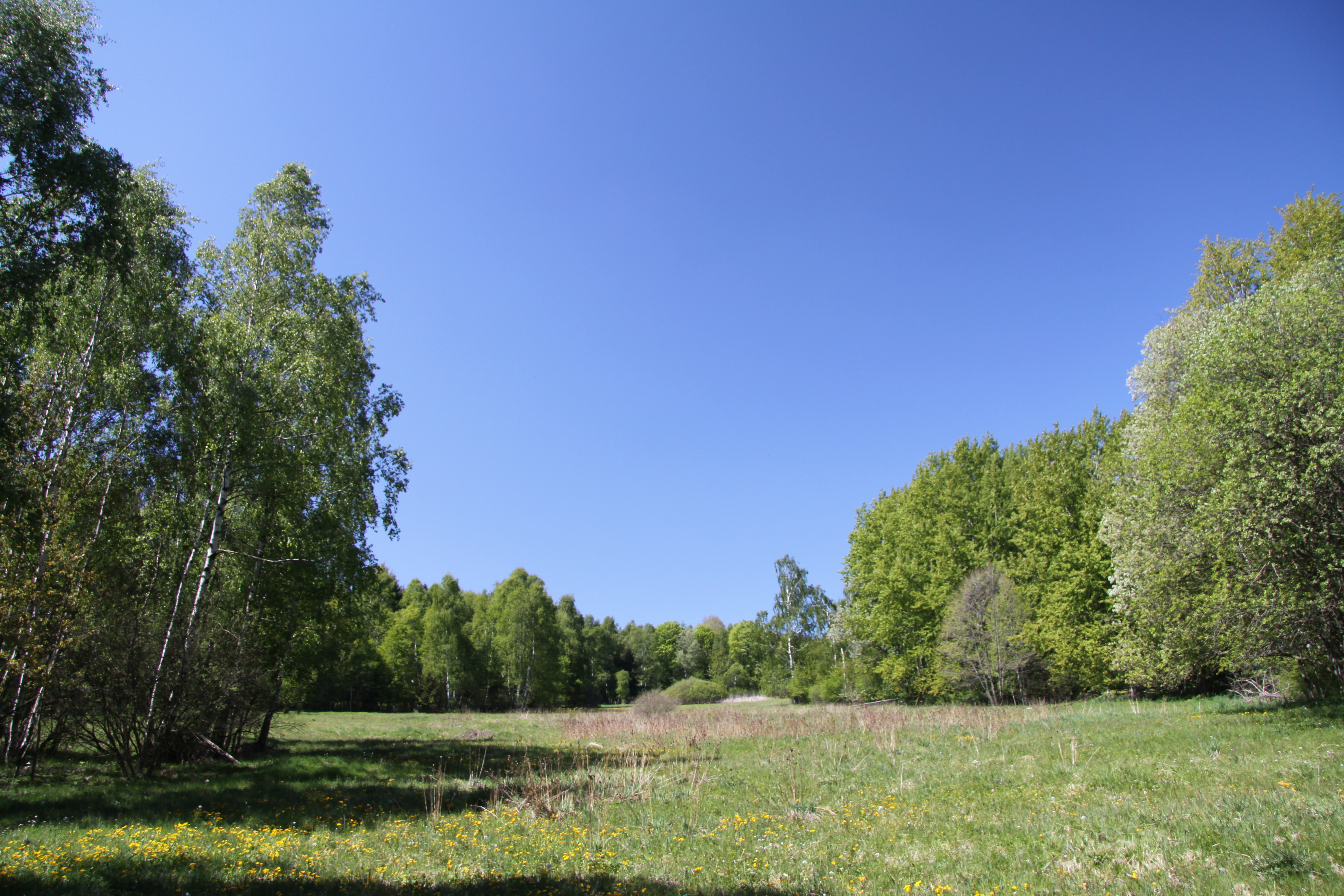
Pohled na hlavní pastvinu
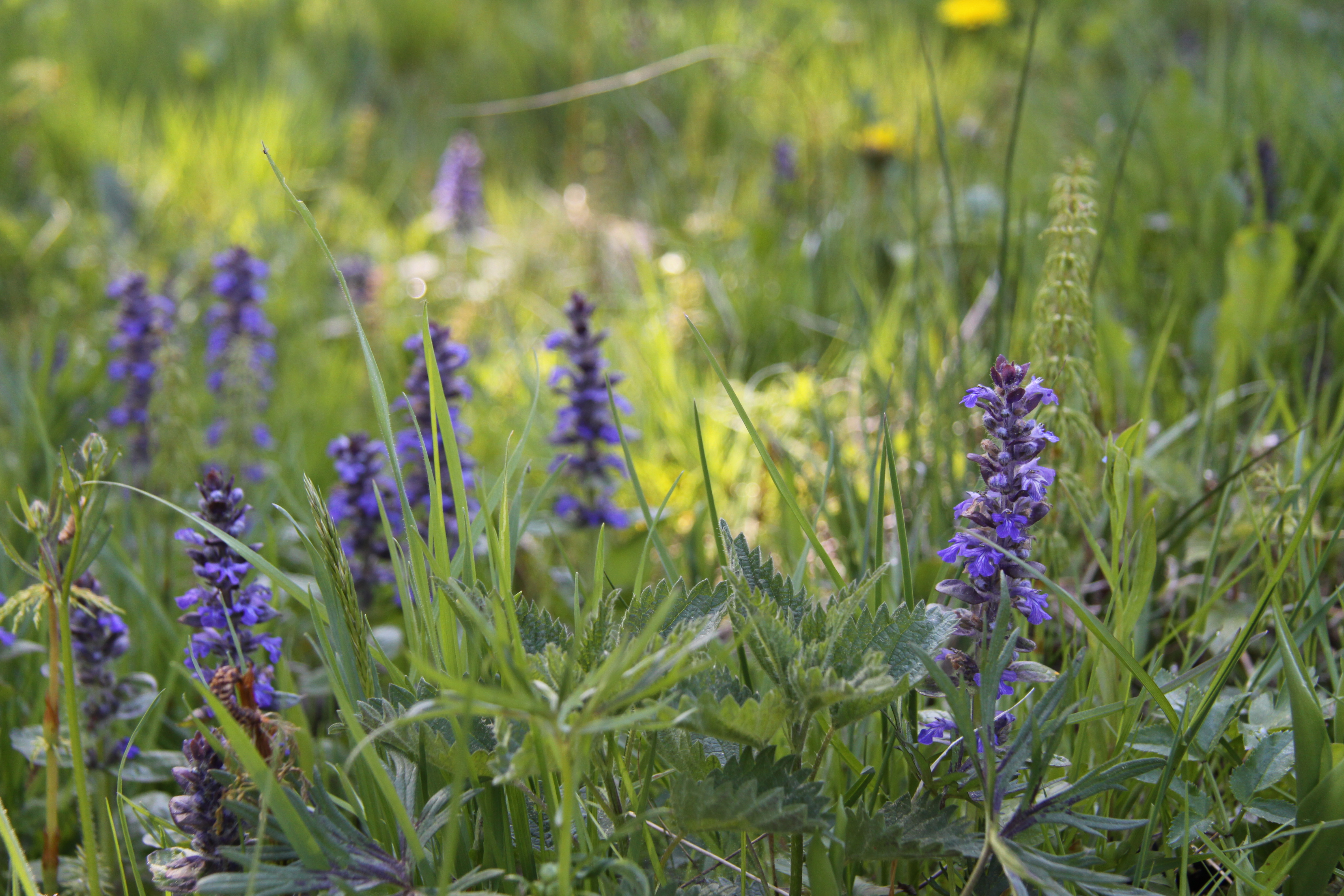
Kvetoucí zběhovec plazivý v oblasti památky
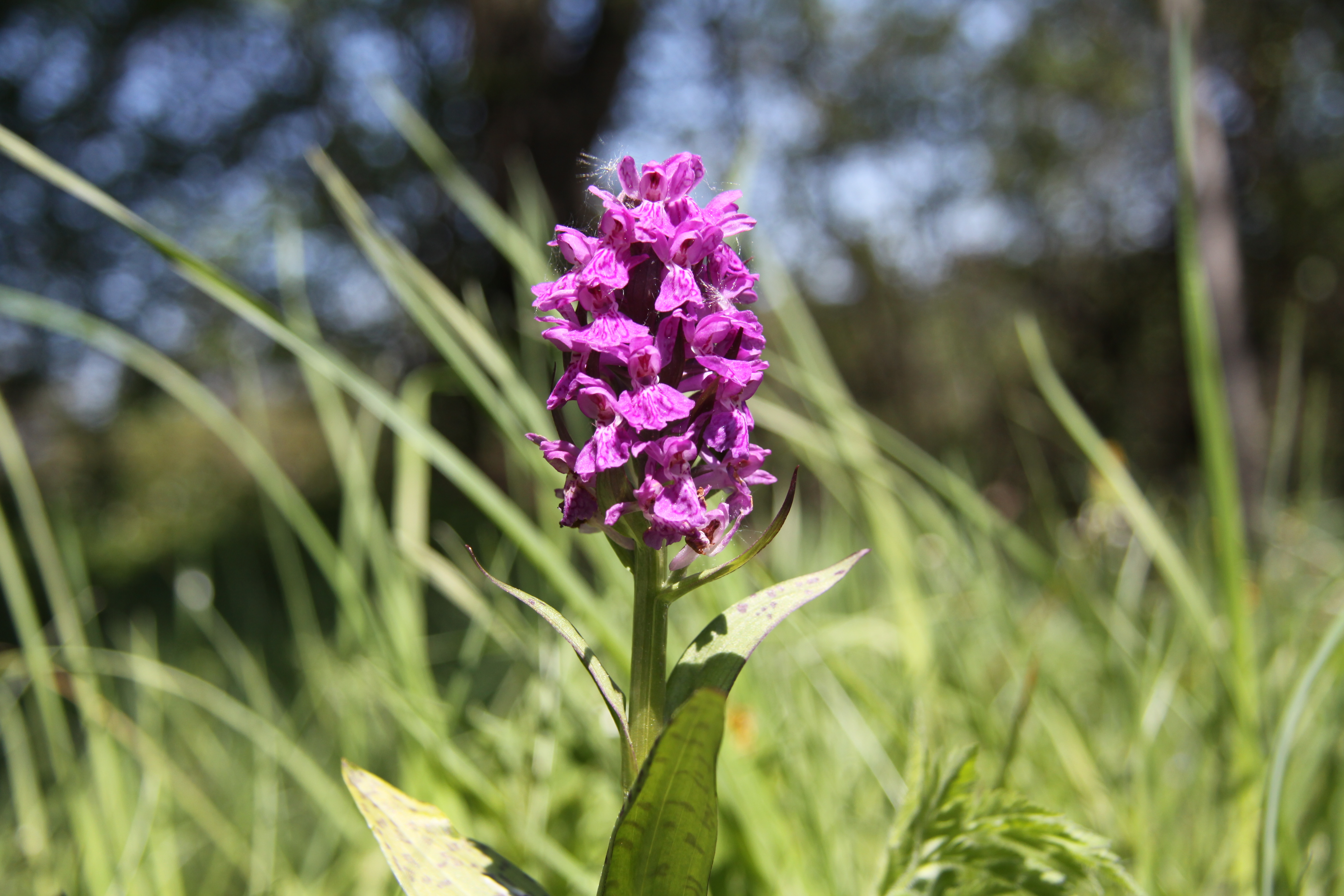
Kvetoucí prstnatec májový v oblasti památky
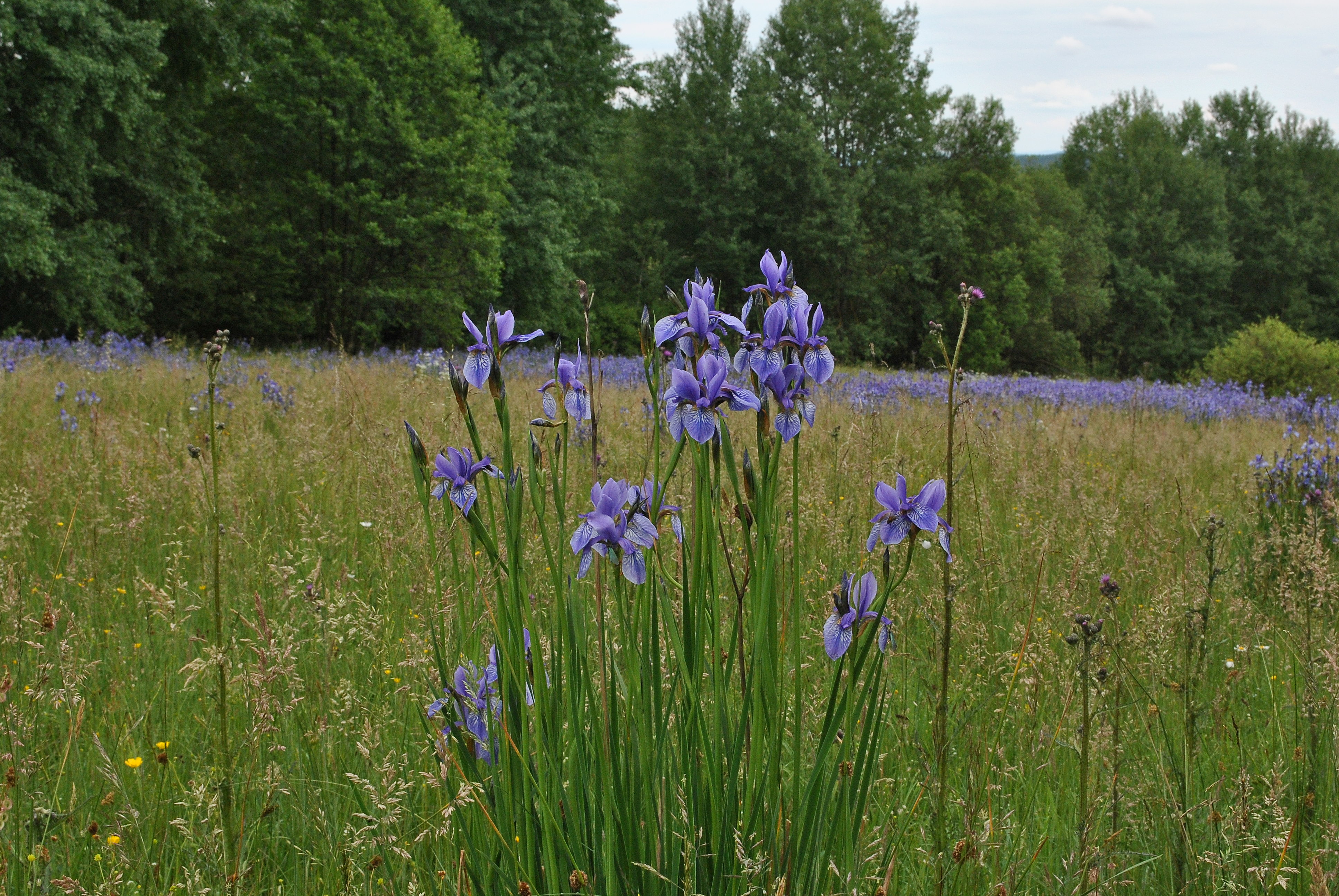
Pohled na pastvinu s kosatci (červen 2013)
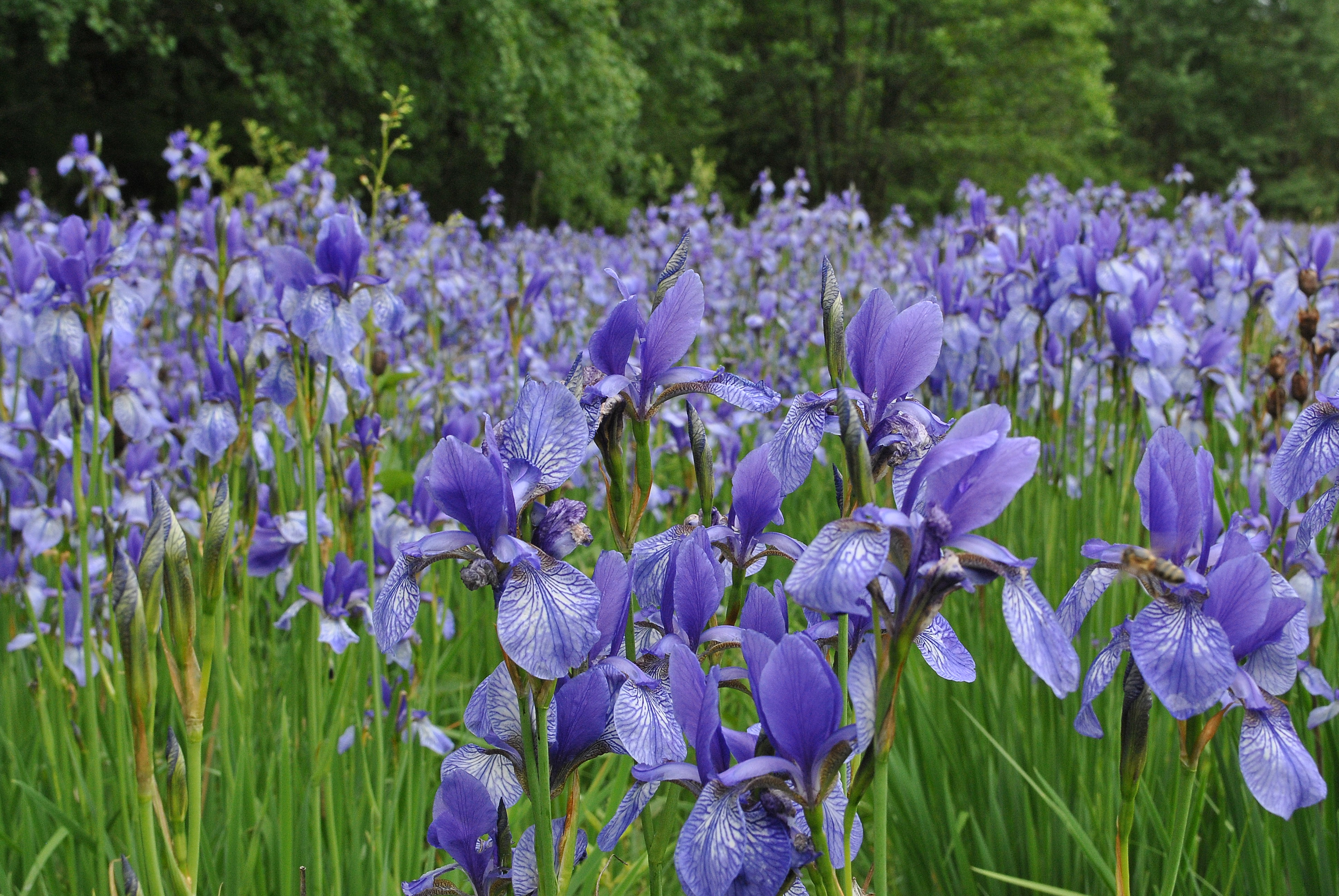
Modrá záplava
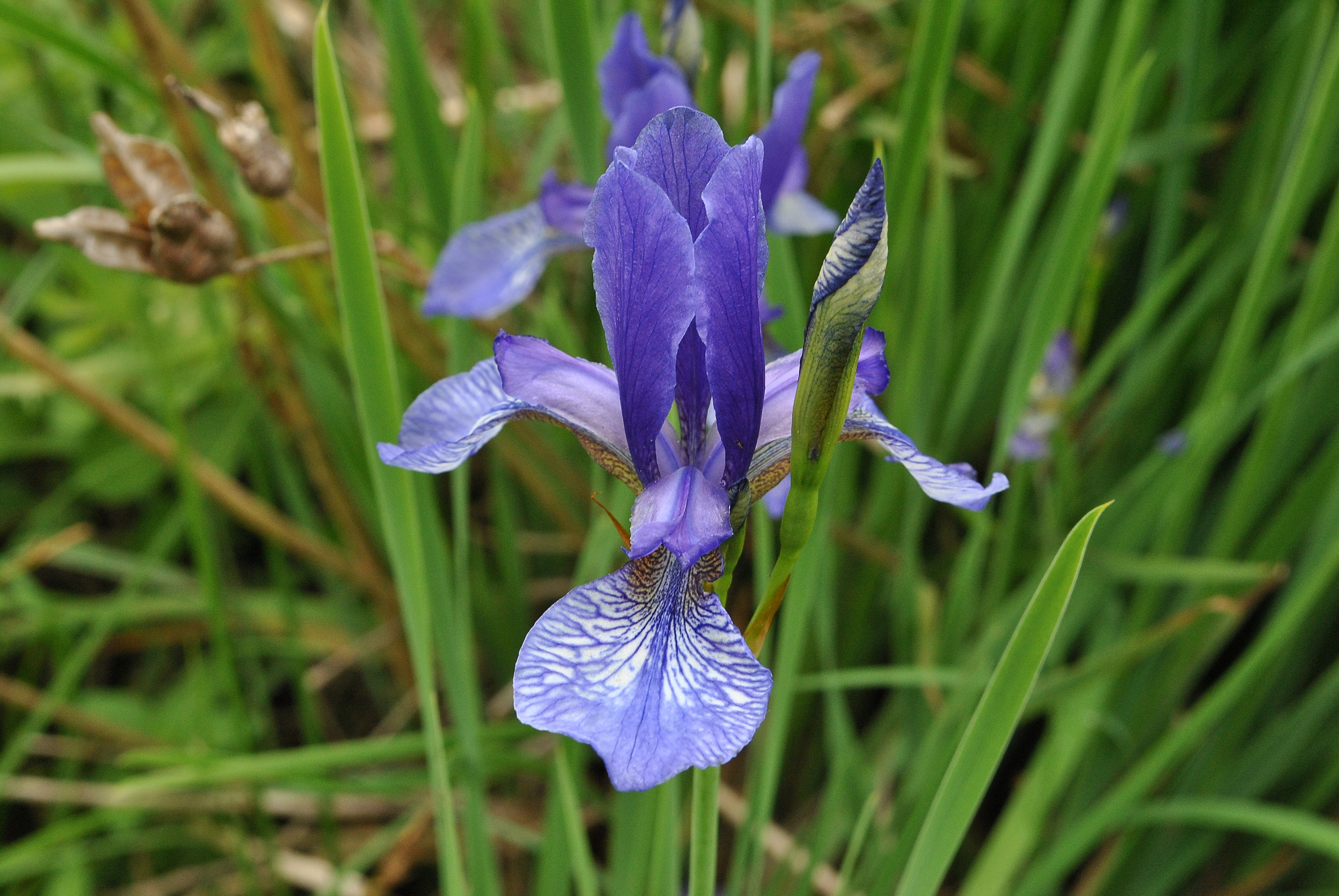
Detail kosatce sibiřského